# Bola de Ouro (A Bola)
La Bola de Ouro è un premio calcistico annuale attribuito dal quotidiano sportivo portoghese A Bola.
Il primo vincitore è stato Eusébio nel 1991 che ha ricevuto un premio alla carriera. I premi successivi sono stati assegnati al miglior giocatore del campionato portoghese.

## Vincitori
Il premio è stato assegnato dal 1991 al 2000 e dal 2009 ad oggi.
| Anno | Vincitore       | Nazionalità | Club                 | Note |
| 1991 | Eusébio         | Portogallo  | premio alla carriera | |
| 1992 | Vítor Baía      | Portogallo  | FC Porto             | |
| 1993 | João Pinto      | Portogallo  | Benfica              | |
| 1994 | Luís Figo       | Portogallo  | Sporting             | |
| 1995 | Domingos        | Portogallo  | FC Porto             | |
| 1996 | João Pinto      | Portogallo  | Benfica              | |
| 1997 | Mário Jardel    | Brasile     | FC Porto             | |
| 1998 | Mário Jardel    | Brasile     | FC Porto             | |
| 2000 | Jorge Costa     | Portogallo  | FC Porto             | |
| 2009 | Lucho González  | Argentina   | FC Porto             | Copia archiviata, su nexus.ao. URL consultato il 29 gennaio 2011 (archiviato dall'url originale il 25 luglio 2011). |
| 2010 | Javier Saviola  | Argentina   | Benfica              | |
| 2011 | Radamel Falcao  | Colombia    | FC Porto             | |
| 2012 | James Rodríguez | Colombia    | FC Porto             | |